# 福祉大学
福祉大学（ふくしだいがく）とは、日本国内の高等教育機関である大学において、福祉の分野に関連した教育を目指した学部・学科を設置し、それらの専攻科目を中心に据えた大学名に冠する名称である。
日本においては、専攻内容としては比較的歴史が新しい学問分野なため、大学の歴史としても新しい大学が多い。また、1990年代以降の高齢化を背景に、医療と介護のいっそうの連携が求められるようになるなかで、医療系の学部が新設されたり、医療福祉大学の名称を有する大学が設置されるようにもなった。
また、後述する各大学の学生・関係者や近隣住民によるその大学の省略形呼称として、「福祉大学」・「福祉」・「福大」などとして使われる場合が多い。（大学の略称については本稿の説明範疇ではないので当該項目を参照。）
取得を目指す資格（受験資格）は主に社会福祉士で、他にも大学の講義のカリキュラムよっては精神保健福祉士、介護福祉士、保育士も取得できる。また卒業と同時に取得できる資格もあり、社会福祉主事任用資格、児童指導員任用資格等は取得できる。

## 日本の福祉大学一覧
ここでは、大学名に「福祉」もしくは「社会事業」を含む大学を列挙する。
| 北海道・東北 - 弘前医療福祉大学 - 秋田看護福祉大学 - 東北福祉大学 関東 - 国際医療福祉大学 - 日本社会事業大学 - 神奈川県立保健福祉大学 - 群馬医療福祉大学 - 高崎健康福祉大学 - 東京福祉大学 中部 - 静岡福祉大学 - 新潟医療福祉大学 - 日本福祉大学 | 近畿 - 関西福祉大学 - 関西福祉科学大学 - 神戸医療福祉大学 中国・四国・九州 - 川崎医療福祉大学 - 広島県立保健福祉大学 - 現：県立広島大学 - 山口福祉文化大学 - 現：至誠館大学 - 九州栄養福祉大学 - 九州看護福祉大学 - 九州保健福祉大学 - 福岡医療福祉大学 |

## 福祉に関連した学部を持つ大学一覧
- 社会福祉学部参照